# GRB 090423
GRB 090423 è un lampo gamma osservato nella costellazione del Leone dal telescopio spaziale Swift il 23 aprile 2009 alle 07:55:19 UTC durato circa 20 secondi e con una coda nell'infrarosso di quasi 17 ore.
La sua importanza scientifica risiede nel fatto che, al tempo della scoperta, divenne, con una misurazione di z=8,2, il lampo con il più elevato valore di spostamento verso il rosso e pertanto il più distante e il più lontano nel tempo che si fosse mai osservato, superando inoltre qualsiasi altro oggetto celeste fino ad allora noto.
Tale valore di z indica che il lampo ebbe origine quando l'età dell'universo era di circa 630 milioni di anni e che avvenne a circa 13,03 miliardi di anni luce rispetto all'attuale posizione della Terra (equivalente ad una  distanza comovente di 30 miliardi di anni luce).,
Il primato di GRB 090423 superò quello stabilito da GRB 080913.